# 波多野宗高
波多野 宗高（はたの むねたか、永正8年（1511年）- 天正元年（1573年））は、戦国時代から安土桃山時代にかけての武将。丹波波多野氏の家臣。子に波多野宗長。

## 生涯
永正8年（1511年）に誕生した。出自は丹波波多野氏の分家・西波多野氏の一族にあたる。そのため、八上城主の波多野秀治を東屋形、氷上城主の西波多野氏を西屋形と呼ぶこともある。
丹波氷上城（霧山城）を築いたり、武勇から「丹波鬼」と呼ばれたりと智勇ともに優れ、また、正親町天皇の即位式では洛中を警護し、1570年、盟友の朝倉氏が織田信長と敵対するのを食い止めるために越前国に赴く途中、乱戦に巻き込まれて死んだと伝わる。しかし、「氷上郡史」などで語られるこの宗高の経歴は矛盾が多く、裏付けが取れないものばかりであり（正親町天皇即位当時に三好氏と敵対して没落中の波多野氏が警固を行なっていることなど）、波多野宗高自体が実在の人物ではないと言われている。
第1次桂太郎内閣で司法大臣、第2次大隈重信内閣などで宮内大臣を歴任した波多野敬直は、宗高の末裔を称している。祖先は戦国時代に肥前の龍造寺氏・鍋島氏に仕え、小城鍋島家の家臣となって横尾を称していたが、敬直は姓を波多野に復した。敬直の家系からは波多野二郎（海軍大佐・貴族院議員）、俳人の波多野爽波、学習院長の波多野敬雄などの名士が出ている。